# Richard Sulík
Richard Sulík (Pozsony, 1968. január 12. –) szlovák politikus, közgazdász, a Szabadság és Szolidaritás nevű politikai párt elnöke.

## Életpályája
Tizenkét éves volt, amikor szüleivel Nyugat-Németországba emigrált. Csak a kilencvenes években tért vissza hazájába.

### Politikai pályafutása
Sulík közgazdászként végzett a Comenius Egyetemen. Korábban két külügyminiszternek is speciális tanácsadója volt. 2009-ben hozta létre a Szabadság és Szolidaritás nevű politikai pártot, amelynek mai napig az elnöke. A párt jelenleg a szlovák parlamentben kormánypárt.

## Fordítás
- Ez a szócikk részben vagy egészben  a   Richard Sulík című szlovák Wikipédia-szócikk ezen változatának fordításán alapul.  Az eredeti cikk szerkesztőit annak laptörténete sorolja fel. Ez a jelzés csupán a megfogalmazás eredetét és a szerzői jogokat jelzi, nem szolgál a cikkben szereplő információk forrásmegjelöléseként.